# Tour Pies Descalzos
Tour Pies Descalzos ("Barfotaturnén") var den colombianska sångerskan Shakiras första turné som började i mars 1996 och slutade i oktober 1997. Hon spelade 20 konserter runt om i Latinamerika då hon spelade låtar från sitt album Pies Descalzos.

## Låtar
1. Intro/Vuelve
2. Quiero
3. Un Poco De Amor
4. Te Espero Sentada
5. Pies Descalzos, Sueños Blancos
6. Pienso En Ti
7. Antología
8. Se Quiere, Se Mata
9. Estoy Aquí
10. Te Necesito
11. Donde Estas Corazon